# Amarante do Maranhão
Amarante do Maranhão là một đô thị thuộc bang Maranhão, Brasil. Đô thị này có diện tích 7669,09 km², dân số năm 2007 là 34646 người, mật độ 4,52 người/km².